# ملكة جمال مراهقات الولايات المتحدة الأمريكية 2023
ملكة جمال مراهقات الولايات المتحدة الأمريكية 2023 هي نسخة الواحدة والأربعين من مسابقة ملكة جمال مراهقات الولايات المتحدة الأمريكية من انطلاقها عام 1983، التي أقيمت في 28 سبتمبر 2023 في منتجع غراند سييرا في رينو ، نيفادا. في نهاية الحدث توجت أوما صوفيا سريفاستافا من ولاية نيوجيرسي من قبل فارون مهدي من نبراسكا، كان فوزها هو أول فوز لنيوجيرسي وأول حاملة لقب متتالية من أصل هندي في تاريخ ملكة جمال مراهقات الولايات المتحدة الأمريكية.
تعود مسابقة ملابس السباحة إلى مسابقة ملكة جمال مراهقات الولايات المتحدة الأمريكية في عام 2023 برعاية يامامي.

## النتائج

### المراكز النهائية
| النتائج النهائية                                  | المتنافسة |
| ------------------------------------------------- | --- |
| ملكة جمال مراهقات الولايات المتحدة الأمريكية 2023 | - نيو جيرسي - أوما صوفيا سريفاستافا |
| الوصيفة الأولى                                    | - نيويورك - ستيفاني سكينر |
| الوصيفة الثانية                                   | - بنسلفانيا - ماجي روس |
| الوصيفة الثالثة                                   | - تكساس - هايلي بوكيت |
| الوصيفة الرابعة                                   | - أوهايو - كارولينا سولا |
| أفضل 20                                           | - كاليفورنيا - تاليا بيريس - مقاطعة كولومبيا - آسيا تشيسلي - جورجيا - دينيم لوفيت - إلينوي - فيفيكا ليفاندوفسكي - آيوا - مادلين إريكسون - ميزوري - ماديسون بيك - داكوتا الشمالية - مورجان شويندت - أوكلاهوما - جاسلين روسمان - رود آيلاند - لولا باوليسي § - كارولاينا الجنوبية - كينلي ماكفاي - تينيسي - بلاي ألين - يوتا – جوسلين أوزموند - فيرجينيا - أشلي وانج - واشنطن - ماكنزي كويكين - ويسكونسن - شيلبي هوهنيكي |

§ - تم التصويت ضمن أفضل 20 من خلال التصويت عبر الإنترنت.

## الخلفية

### المكان

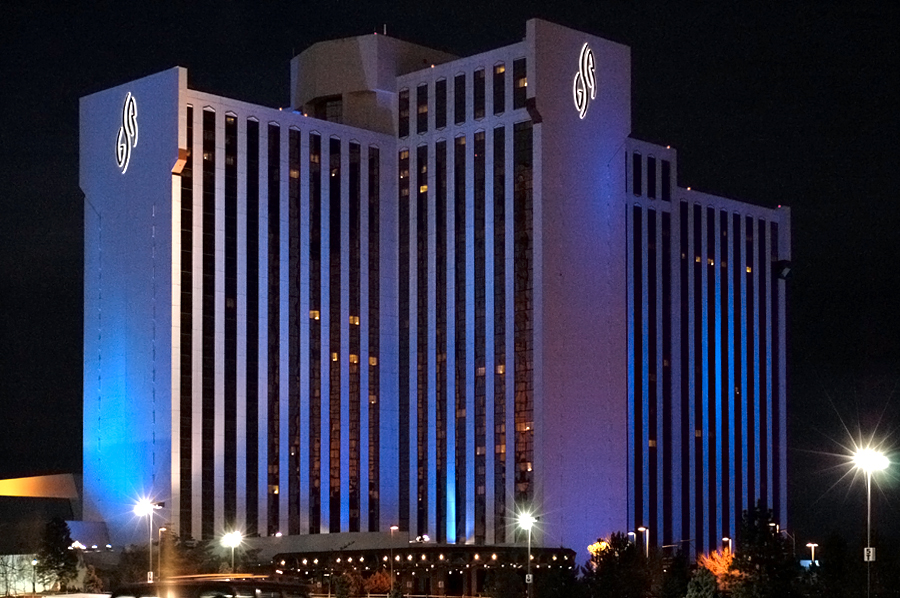
جراند سييرا ريزورت في رينو ، نيفادا ، المكان المضيف لمسابقة ملكة جمال الولايات المتحدة الأمريكية 2023

في 14 يوليو 2022 ذكر أن المسابقة ستقام في رينو ، نيفادا ، مع تأمين المدينة لعقد لمدة ثلاث سنوات لاستضافة المسابقة من 2022 إلى 2024. ستكون هذه هي المرة الثالثة التي تقام فيها المسابقة في رينو ، والسنة الثانية على التوالي التي تقام فيها المسابقة في المدينة ، بعد ملكة جمال الولايات المتحدة الأمريكية 2019 و 2022. قالت رئيسة منظمة ملكة جمال الولايات المتحدة الأمريكية كريستل ستيوارت ، إنه تم اختيار المكان لتكريم تشيسلي كريست التي توجت ملكة جمال الولايات المتحدة الأمريكية 2019 في نفس المكان وتوفيت منتحرة في يناير 2022.
في 7 أكتوبر تم تعليق مسابقة ملكة جمال الولايات المتحدة الأمريكية ونظيرتها مسابقة ملكة جمال مراهقات الولايات المتحدة الأمريكية وتسليم إدارتهما إلى منظمة ملكة جمال الكون ، بسبب مزاعم بأن المسابقة السابقة كانت مزورة مما أدى إلى تعليق ستيوارت.

## مسابقة ملكة

### الحكام
- إميلي شاه - ممثلة، منتجة، سيدة أعمال، ملكة جمال نيو جيرسي الولايات المتحدة الأمريكية 2014[9]
- ميندي ماهي - مؤسس شركة كوبو للمياه[9]
- شري سايني - ملكة جمال العالم الأمريكتين 2021 من واشنطن[9]
- روث زاكاريان - ملكة جمال المراهقات في الولايات المتحدة الأمريكية 1983 من نيويورك[9]

### اختيار المتسابقات
يتم اختيار المندوبين من الولايات الخمسين ومقاطعة كولومبيا في مسابقات الولاية التي بدأت في سبتمبر 2022 ومن المقرر أن تنتهي في أغسطس 2023 ، حيث يمكن أن يصبح جدول مسابقة الولاية كثيفًا للغاية بين آخر مسابقة ملكة للولاية تقام من عام 2022. أول مسابقة ملكة للولاية كان أيداهو التي عقدت في 11 سبتمبر 2022.

## المتسابقات
حتى تاريخ 06 أغسطس 2023 ، تم تتويج 51 من حامللات القاب الولايات.
| الولاية            | اسم المتسابقة        | العمر | بلد المنشأ     | المركز                                            | ملاحظات                                                                                       |
| ------------------ | -------------------- | ----- | -------------- | ------------------------------------------------- | --------------------------------------------------------------------------------------------- |
| ألاباما            | كينسي كولينز         | 15    | سبانيش فورت    |                                                   | سابقاُ الوصيفة الثالثة في ملكة جمال مراهقات ألاباما الولايات المتحدة الأمريكية 2022            |
| ألاسكا             | ستار هانتر           | 15    | أنكوريج        |                                                   |                                                                                               |
| أريزونا            | بيتون ستوي           | 17    | غوديير         |                                                   |                                                                                               |
| أركنساس            | ماكنزي سكوت          | 18    | فايتفيل        |                                                   |                                                                                               |
| كاليفورنيا         | تاليا أريانا بيريس   | 18    | سان رامون      |                                                   |                                                                                               |
| كولورادو           | غريس كوفني           | 19    | هايلاندز رانش  |                                                   |                                                                                               |
| كونيتيكت           | جايد فرديناند        | 19    | ستامفورد       |                                                   |                                                                                               |
| ديلاوير            | مولي لافيل           | 19    | ويلمنغتون      |                                                   |                                                                                               |
| مقاطعة كولومبيا    | آسيا تشيسلي          | 17    | واشنطن العاصمة |                                                   |                                                                                               |
| فلوريدا            | شارليس نيلسون        | 15    | ديستن          |                                                   |                                                                                               |
| جورجيا             | دينيم لوفيت          | 19    | وارنر روبينز   |                                                   | سابقاُ الوصيفة الأولى في ملكة جمال مراهقات جورجيا الولايات المتحدة الأمريكية 2022              |
| هاواي              | نويلاني دينيسي       | 19    | كاهولوي        |                                                   |                                                                                               |
| أيداهو             | أنجلينا رايان        | 18    | بويسي          |                                                   | سابقاُ الوصيفة الأولى في ملكة جمال مراهقات أيداهو الولايات المتحدة الأمريكية 2021              |
| إلينوي             | فيفيكا ليفاندوفسكي   | 18    | شيكاغو         |                                                   |                                                                                               |
| إنديانا            | كينلي شوميكر         | 18    | فرانكلين       |                                                   |                                                                                               |
| أيوا               | مادي إريكسون         | 19    | أنكيني         |                                                   |                                                                                               |
| كانساس             | رايلي شتاينمان       | 18    | شاوني          |                                                   |                                                                                               |
| كنتاكي             | ميشيا برادشو         | 17    | إليزابيثتاون   |                                                   |                                                                                               |
| لويزيانا           | أفيري بليس كروفورد   | 17    | باتون روج      |                                                   | سابقاُ ضمن أفضل 10 في ملكة جمال مراهقات لويزيانا الولايات المتحدة الأمريكية 2022               |
| مين                | ياسمين روي           | 17    | بانجور         |                                                   |                                                                                               |
| ماريلاند           | مادلين بوسي          | 17    | نيوبورغ        |                                                   |                                                                                               |
| ماساتشوستس         | يانيلين كوينتانا     | 16    | هافر هيل       |                                                   |                                                                                               |
| ميشيغان            | أفيري هيل            | 16    | فارمنغتون هيلز |                                                   |                                                                                               |
| مينيسوتا           | ميكالا ريفيرز        | 17    | مابل غروف      |                                                   |                                                                                               |
| ميسيسيبي           | كلير أولمر           | 18    | ناتشيز         |                                                   |                                                                                               |
| ميزوري             | ماديسون بيك          | 18    | بارنهارت       |                                                   |                                                                                               |
| مونتانا            | افا ويليامز          | 18    | بيلينغز        |                                                   |                                                                                               |
| نبراسكا            | أوبري شارتر          | 18    | نورث بلات      |                                                   |                                                                                               |
| نيفادا             | إميلي كوكس           | 18    | لاس فيغاس      |                                                   |                                                                                               |
| نيو هامبشير        | ماريسا ريموندو       | 17    | دوفر           |                                                   |                                                                                               |
| نيو جيرسي          | أوماصوفيا سريفاستافا | 15    | موريس بلاينس   | ملكة جمال مراهقات الولايات المتحدة الأمريكية 2023 | سابقاُ الوصيفة الأولى في ملكة جمال مراهقات نيو جيرسي الولايات المتحدة الأمريكية 2022           |
| نيو مكسيكو         | آسيا سيمبسون         | 15    | هوبز           |                                                   |                                                                                               |
| نيويورك            | ستيفاني سكينر        | 19    | سيراكيوز       | الوصيفة الأولى                                    |                                                                                               |
| كارولاينا الشمالية | كاتي سيتزر           | 18    | هيكري          |                                                   | سابقاُ الوصيفة الثانية في ملكة جمال مراهقات كارولاينا الشمالية الولايات المتحدة الأمريكية 2022 |
| داكوتا الشمالية    | مورغان شويندت        | 18    | فارغو          |                                                   |                                                                                               |
| أوهايو             | كارولينا سولا        | 18    | غاليبوليس      | الوصيفة الرابعة                                   |                                                                                               |
| أوكلاهوما          | جيسلين روسمان        | 19    | سابولبا        |                                                   |                                                                                               |
| أوريغون            | إيزابيلا إلسورث      | 17    | هابي فالي      |                                                   |                                                                                               |
| بنسيلفانيا         | ماغي روس             | 18    | بيتسبرغ        | الوصيفة الثانية                                   |                                                                                               |
| رود آيلاند         | لولا باوليسي         | 15    | كرانستون       |                                                   |                                                                                               |
| كارولاينا الجنوبية | كينلي ماكفاي         | 18    | كليمسون        |                                                   | سابقاُ ضمن أفضل 10 في ملكة جمال مراهقات كارولاينا الجنوبية الولايات المتحدة الأمريكية 2022     |
| داكوتا الجنوبية    | ليندسي بفينغستون     | 18    | كيستون         |                                                   |                                                                                               |
| تينيسي             | بلي ألين             | 16    | نوكسفيل        |                                                   | سابقاُ الوصيفة الثانية في ملكة جمال مراهقات تينيسي الولايات المتحدة الأمريكية 2022             |
| تكساس              | هايلي باكيت          | 16    | هيوستن         | الوصيفة الثالثة                                   |                                                                                               |
| يوتا               | جوسلين أوزموند       | 19    | ألباين         |                                                   |                                                                                               |
| فيرمونت            | ناديا داكرس          | 18    | كولشستر        |                                                   |                                                                                               |
| فرجينيا            | أشلي وانغ            | 16    | هيرندون        |                                                   |                                                                                               |
| واشنطن             | ماكينزي كويكين       | 16    | ساوث بيند      |                                                   |                                                                                               |
| فرجينيا الغربية    | لاكين كامبل          | 18    | باركرسبورغ     |                                                   |                                                                                               |
| ويسكونسن           | شيلبي هونيكي         | 19    | هدسون          |                                                   |                                                                                               |
| وايومنغ            | فيكتوريا سالاس       | 17    | إيفانستون      |                                                   |                                                                                               |

## روابط خارجية
- موقع ملكة جمال مراهقات الولايات المتحدة الأمريكية الرسمي